# Flugunfall bei Königsbrück
Bei dem Flugunfall bei Königsbrück wurde mit einer Iljuschin Il-14 der DDR-Fluggesellschaft Interflug Ende 1963 nördlich von Dresden eine Bauchlandung durchgeführt. Alle Insassen überlebten den Unfall.

## Flugzeug
Die Il-14 stammte nicht aus der Produktion der Flugzeugwerke Dresden, sondern wurde in Taschkent gebaut und folglich von der  Sowjetunion geliefert. Sie wurde am 10. Dezember 1957 von der Deutschen Lufthansa in der DDR in Dienst gestellt und nach deren Auflösung von der Interflug übernommen.

## Verlauf
Ein Charterflug mit einer Iljuschin Il-18 sollte am 7. Dezember 1963 ca. 90 Urlauber zu einer Kreuzfahrt mit der MS Völkerfreundschaft ans Schwarze Meer nach Constanța in Rumänien bringen. Da die Il-18 kurzfristig ausfiel, wurden die Passagiere auf drei Il-14 verteilt. Eine dieser drei Maschinen war die Il-14 DM-SBL, die knapp sechs Jahre zuvor in Dienst gestellt worden war. Sie startete um 13:57 Uhr von Berlin-Schönefeld. Nach 14 Minuten fiel in einer Höhe von 2400 Metern plötzlich die gesamte Stromversorgung aus. Die Besatzung entschloss sich zu einer Notlandung in Dresden-Klotzsche.
Ohne Bordstromversorgung und ohne Funkkontakt, bei äußerst ungünstigen Wetterbedingungen und fehlender Erdsicht konnte die Besatzung den Flughafen Dresden jedoch nicht finden. Kurz vor Einbruch der Dunkelheit, um 15:50 Uhr, führten die Piloten deshalb eine Notlandung mit eingefahrenem Fahrwerk auf dem Truppenübungsplatz Königsbrück in der Königsbrücker Heide westlich von Schwepnitz durch. Dabei überlebten alle 33 Insassen, unter ihnen fünf Besatzungsmitglieder, und lediglich zwei Passagiere erlitten leichte Prellungen. Zufällig in der Nähe übende sowjetische Soldaten halfen bei der Bergung von Passagieren und Gepäck. Die Passagiere setzten ihre Reise am nächsten Tag mit einer Ersatzmaschine fort.

## Unfallursache
Die Unfalluntersuchung ergab, dass das Kabel zur Hauptstromwicklung des linken Generators gebrochen war, worauf dieser ausfiel und keinen Strom mehr lieferte. In der Folge wurde der rechte Generator überlastet, weil neben den allgemeinen Geräten zusätzlich die Heizungen eingeschaltet worden waren, um der Vereisung in den Wolken entgegenzuwirken. Dadurch löste eine Sicherung im während des Fluges nicht zugänglichen Fahrwerksschacht aus und unterbrach die Stromzufuhr in das Bordnetz. Die Kapazität der Bordakkus war in wenigen Minuten aufgebraucht. Damit waren alle elektrisch betriebenen Geräte nicht mehr nutzbar. Konstruktiv bedingt konnte die Besatzung die fehlende Bordspannung erst nach dem Ausfall der Geräte feststellen.

## Folgen
Das Flugzeug, dessen Beschädigung zunächst nicht als allzu schwer eingeschätzt wurde, musste wegen der schlechten Transportmöglichkeiten vor Ort demontiert werden. Es wurde ins Flugzeugwerk Dresden gebracht und dort verschrottet.

## Sonstiges
Nur ein paar Kilometer südlich des Unfallortes war es weniger als fünf Jahre zuvor, am 4. März 1959, ebenfalls im Anflug auf den Flughafen Dresden-Klotzsche zum Absturz einer 152 gekommen, der vier Todesopfer forderte und einen Wendepunkt in der Geschichte des Flugzeugbaus in der DDR darstellt.
Der Bordfunker der bei Königsbrück verunglückten Maschine, Achim Filenius, kam 1972 als Navigator einer Il-62 beim Interflug-Flug 450/742 ums Leben.